# Search and Destroy
Search and Destroy ("pronađi i uništi") je mod igre koji se najčešće pojavljuje u FPS video igrama. Igrači su podijeljeni u dva tima, jedan tim brani određeni cilj, dok drugi tim ima zadatak uništiti taj cilj, i to sve u određenom vremenskom periodu.